# 系 (自然科学)
自然科学における系（けい、英語: system）とは、自然界のうちで考察の対象として注目している部分をいう。分野や考察の内容に応じて力学系、生態系、太陽系、実験系などというように用いられる。考察の対象とされない部分は外界として区別される。これは外界が系に比べて非常に大きく、外界が系に影響を及ぼして系の状態の変化を引き起こすことがあっても、系が外界に及ぼす影響は無視できるとする仮定の下に考察の対象から外される。外界の状態は、常に一定であるとしたり、単純な変化をしたりと、考察の前提として仮定される。また、観測者は外界にいるものとして通常は考察の対象とされない。
物理学では、系を古典論で記述するとき、その系を古典系と呼ぶ。一方で系を量子論で記述するとき、その系を量子系とよぶ。

## 熱力学的な分類
熱力学の観点では、系は外界との間で許されるエネルギーの移動の形態から分類される。
熱力学において考察されるエネルギーの移動の形態は、仕事と熱、および物質（質量）の移動に伴うエネルギーの移動である。ここでいう仕事とは、ピストン-シリンダ系のような力と変位の積として表される機械的な仕事だけではなく、電気的なエネルギーの移動など、熱力学に依らずに考察が可能なエネルギーの移動である。質量の移動とは、例えばガソリンエンジンであれば、燃焼室へのガソリンと空気の吸入や、燃焼後の排気などである。ガソリンなどの燃料は、化学的なエネルギーを内在しており、燃焼に伴ってそれが放出される。すなわちガソリンの吸入はエネルギーの流入である。
燃焼という急激な化学反応を伴う状況に限らず、部屋の換気でも室内外の温度や湿度の異なる空気の交換に伴いエネルギーが移動する。
外界との間で物質の移動を許す系は開放系（開いた系、open system）、物質の移動を許さない系は閉鎖系（閉じた系、closed system）と呼ばれる。閉鎖系のうち物質の移動に加えて熱によるエネルギーの移動も許さない系は断熱系（adiabatic system）と呼ばれる。さらに断熱系のうち、物質の移動や熱に加えて、仕事によるエネルギーの移動も許さない系、つまり、あらゆるエネルギーの移動を許さない系は孤立系（isolated system）と呼ばれる。
外界とのエネルギーの移動に制限がある系では、その制限に応じた法則が成り立ち、孤立系ではエネルギー保存則、断熱系ではエントロピー増大則、閉鎖系では質量保存則が成り立つ。
系が熱を交換する外界は熱浴（heat bath）と呼ばれ、質量を交換する外界は粒子浴（particle bath）と呼ばれる。

### 例
容器につめられた気体の集合の場合もあれば、特定の溶液、力を受けた・与えた物体または細胞内、機関内などの場合もある。
開放系
- 栓のしまっていないフラスコ
- 細胞内の環境[注 2]

閉鎖系
- 大きな水槽の中に沈めた、栓の閉まったフラスコ
- 温室
- 特定の力のみを外界と受けたり与えたりする物体

断熱系
- 断熱材で覆われたフラスコ